# Il vestito strappato
Il vestito strappato (The Tattered Dress) è un film noir del 1957 in CinemaScope diretto da Jack Arnold e interpretato da Jeff Chandler.

## Trama
Michael Reston, personaggio malvisto dall'intera comunità della cittadina del Nevada in cui vive, ha ucciso a sangue freddo un presunto amante della moglie Charleen. L'unica possibilità di trarsi d'impaccio è quella di affidarsi al famoso avvocato newyorkese James Gordon Blane, che gode di una certa fama essendo riuscito a far assolvere imputati della cui reale innocenza molti dubitano.
Blane viene accolto con apparente simpatia nella comunità dallo sceriffo Hoak, che in realtà non è esente da una certa invidia per l'avvocato cittadino di successo. E il successo arride anche questa volta a Blane, che, per quanto con una certa esitazione rispetto alle proprie motivazioni deontologiche, riesce a far assolvere anche Michael Reston, in buona parte grazie ad un arguto controinterrogatorio che mette in ridicolo lo sceriffo. Ma, terminato il processo, Blane si vede accusato di aver corrotto un membro della giuria, la signora Carol Morrow. Blane aveva perso un'ingente somma giocando a poker con alcuni conoscenti dello sceriffo, e la stessa somma, afferma la Morrow, è quella che l'avvocato le avrebbe offerto per assicurarsi il suo voto a favore.
La prima mossa di Blane per scagionarsi è quella di rintracciare i compagni del poker, che tuttavia appaiono introvabili ed addirittura inesistenti. Un amico di Blane, gestore di sale da gioco nella non lontana Las Vegas, riesce a risalire ad uno dei giocatori di poker, ma lo sceriffo Hoak, che a questo punto appare come colui che ha ordito la trama contro Blane, lo uccide facendolo precipitare in un burrone con la sua auto.
Appare inoltre anche che Hoak ha convinto Carol, la sua donna, a sostenere l'accusa contro l'avvocato. Carol riesce a sostenere la sua parte durante il processo, ma, mentre la giuria si ritira in camera di consiglio per la lunga decisione, ha dei ripensamenti, e li rende noti a Hoak, che tuttavia la mette a tacere trattandola in malo modo.
Il verdetto della giuria, piuttosto inaspettatamente, assolve Blane. Lo sceriffo Hoak attende l'avvocato fuori dal tribunale, ed estrae un revolver. Non fa in tempo ad usarlo contro Blane perché viene crivellato di colpi esplosi da Carol.